# Cleveland Dragons
I Cleveland Dragons sono stati una squadra di football americano di Doncaster e Billingham, in Gran Bretagna. Fondati nel 1987 come Doncaster Dragons, si sono trasferiti a Billingham l'anno successivo assumendo il nome definitivo. Hanno chiuso nel 1989

## Dettaglio stagioni

### Tornei

#### Tornei nazionali

##### BGFL Premiership
| Stagione | regular season | regular season | regular season | regular season | regular season | regular season | playoff | playoff | playoff | playoff | playoff | playoff   | playoff    |
|          | Vin            | Par            | Per            | Tot            | PF             | PS             | Vin     | Per     | Tot     | PF      | PS      | risultato | avversaria |
| -------- | -------------- | -------------- | -------------- | -------------- | -------------- | -------------- | ------- | ------- | ------- | ------- | ------- | --------- | ---------- |
| 1988     | 4              | 0              | 6              | 10             | 166            | 144            | -       | -       | -       | -       | -       | -         | -          |
| Totale   | 4              | 0              | 6              | 10             | 166            | 144            | -       | -       | -       | -       | -       |           |            |

Fonti: Enciclopedia del Football - A cura di Roberto Mezzetti